# 拉赫尼揚卡河
拉赫尼揚卡河（烏克蘭語：Рахнянка），是烏克蘭的河流，位於該國西南部文尼察州海辛區，屬於基布利奇河的右支流，流經拉赫尼夫卡和奧吉伊夫卡，河道全長11公里，流域面積35.9平方公里。